# Pinball

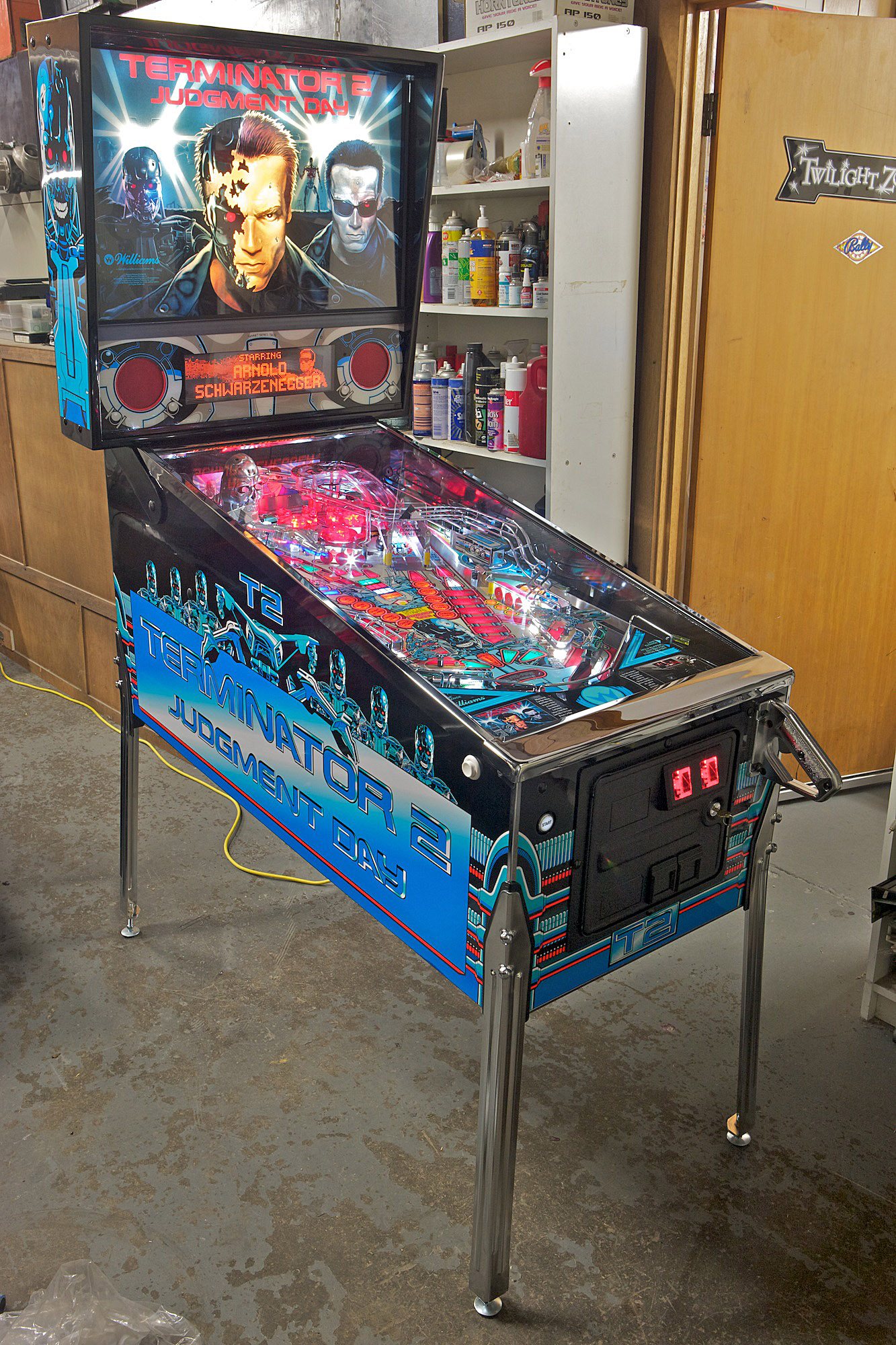
Kẻ hủy diệt 2: Ngày phán xét, máy pinball năm 1991 do Steve Ritchie thiết kế

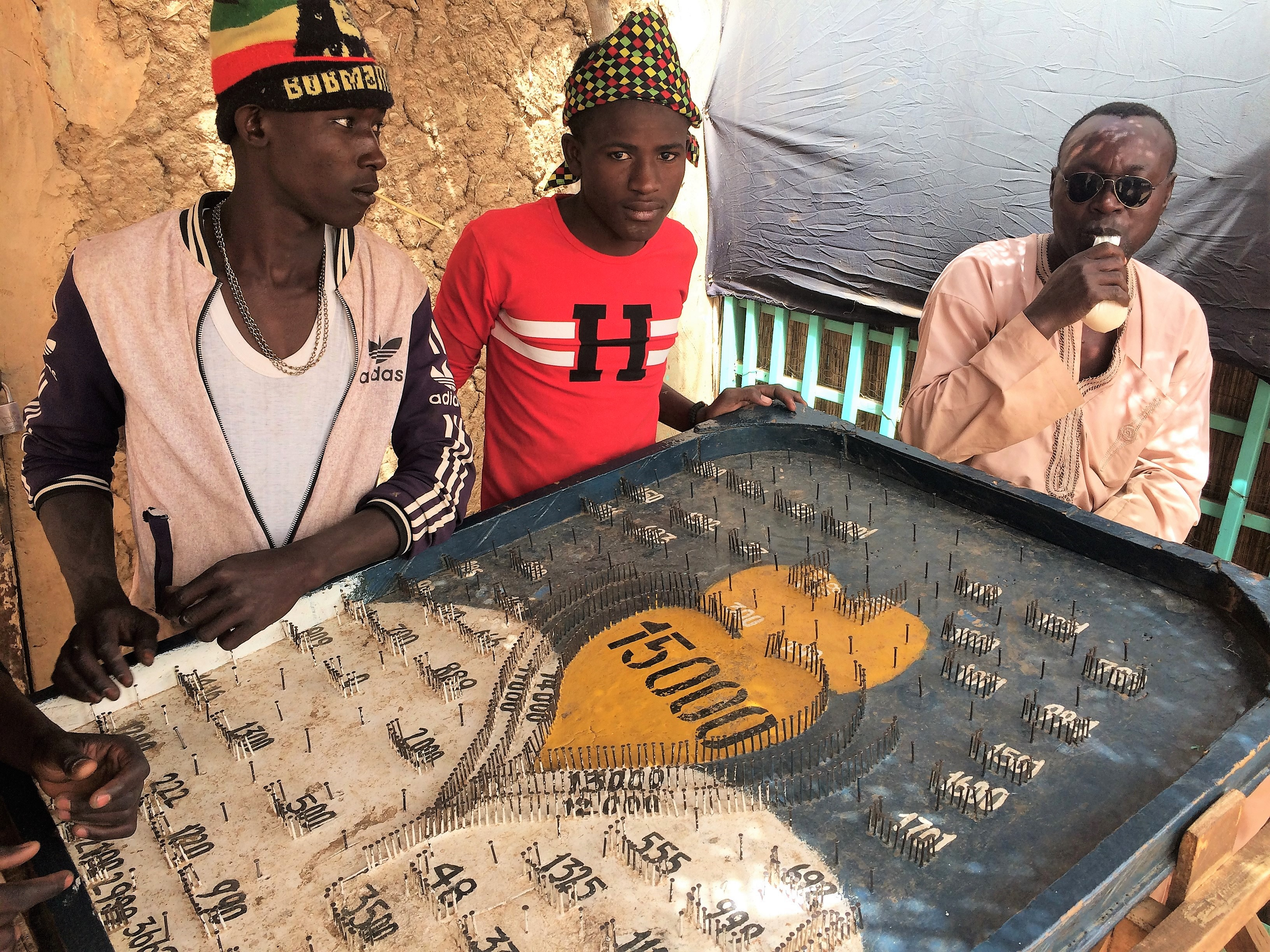
Các cậu bé ở Niger với trò chơi pinball tự chế

Pinball là một trò chơi arcade trong đó người chơi sử dụng các nút lật để giữ cho một quả bóng không rơi xuống lỗ. Mục tiêu của trò chơi là ghi được nhiều điểm nhất có thể bằng cách đánh vào các mục tiêu khác nhau trên bàn chơi. Trò chơi kết thúc khi quả bóng bị mất.

## Lịch sử
Sau khi hầu hết các nhà sản xuất máy pinball đóng cửa vào những năm 1990, các nhà sản xuất độc lập nhỏ hơn bắt đầu xuất hiện vào đầu những năm 2000.
Vào tháng 11 năm 2005, The Pinball Factory (TPF) ở Melbourne, Úc, đã thông báo rằng họ sẽ sản xuất một máy pinball mới theo chủ đề Crocodile Hunter dưới nhãn hiệu Bally. Với cái chết của Steve Irwin, tương lai của trò chơi này đã trở nên không chắc chắn. Năm 2006, TPF thông báo rằng họ sẽ tái sản xuất hai máy Williams nổi tiếng của kỷ nguyên 1990, Medieval Madness và Cactus Canyon. Tuy nhiên, TPF đã không thể thực hiện tốt lời hứa sản xuất máy mới và vào tháng 10 năm 2010 đã chuyển nhượng giấy phép Williams Electronics Games cũng như doanh nghiệp sản xuất và phân phối phụ tùng máy pinball của mình cho Planetary Pinball Supply Inc, một nhà phân phối phụ tùng thay thế máy pinball của California.
Vào năm 2006, công ty pinball Illinois PinBall Manufacturing Inc. đã sản xuất 178 bản tái bản của Capcom's Big Bang Bar cho thị trường châu Âu và Mỹ. Vào năm 2010, MarsaPlay ở Tây Ban Nha đã sản xuất lại Canasta ban đầu của Inder với tên gọi New Canasta
Năm 2013, Jersey Jack Pinball đã phát hành máy pinball The Wizard of Oz, dựa trên bộ phim năm 1939. Đây là máy pinball đầu tiên được sản xuất tại Mỹ có màn hình màu lớn ( LCD ) ở hộp sau, máy pinball thân rộng đầu tiên kể từ năm 1994 và là máy pinball mới đầu tiên của Hoa Kỳ không phải do Stern Pinball sản xuất kể từ năm 2001. Trò chơi này được tiếp nối bởi The Hobbit vào năm 2016 (dựa trên loạt phim The Hobbit), Dialed In! vào năm 2017 (một chủ đề ban đầu được thiết kế bởi Pat Lawlor , bao gồm công nghệ bluetooth cho phép điều khiển flipper từ điện thoại thông minh và camera được tích hợp trong mặt sau để chụp ảnh tự sướng), Cướp biển vùng Caribbean (dựa trên loạt phim Cướp biển vùng Caribbean) năm 2018, Willy Wonka & The Chocolate Factory (dựa trên phim Willy Wonka & the Chocolate Factory từ năm 1971) năm 2019, Guns n' Roses năm 2020, Toy Story 4 (dựa trên phim Toy Story 4 ) vào năm 2022 và The Godfather (dựa trên loạt phim The Godfather ) vào năm 2023.
Vào năm 2013, Công ty Trò chơi Chicago đã công bố việc tạo ra một bản làm lại của Medieval Madness. Sau đó, vào năm 2017, họ đã phát hành lại Attack from Mars, vào năm 2018, họ phát hành lại Monster Bash và vào năm 2021, họ phát hành lại Cactus Canyon. Họ sẽ công bố tựa game gốc đầu tiên của mình, Pulp Fiction, dựa trên bộ phim Pulp Fiction, vào năm 2023.
Vào năm 2014, nhà sản xuất pinball mới Spooky Pinball đã phát hành trò chơi đầu tiên của họ America's Most Haunted. Sau đó, họ đã phát hành một số tựa game theo chủ đề, gốc và hợp đồng khác. Vào năm 2015, nhà sản xuất máy pinball mới của Anh, Heighway Pinball, đã phát hành máy pinball Full Throttle có chủ đề đua xe. Trò chơi có màn hình LCD hiển thị điểm, thông tin và hoạt ảnh nằm trên bề mặt bàn chơi ở tầm mắt người chơi. Trò chơi được thiết kế với tính linh hoạt trong tâm trí để bàn chơi và tác phẩm nghệ thuật có thể được hoán đổi cho các tựa trò chơi trong tương lai. Tựa game thứ hai của Heighway Pinball, Alien, được phát hành vào năm 2017 và dựa trên các bộ phim Alien và Aliens. Do các vấn đề nội bộ của công ty, Heighway Pinball đã ngừng hoạt động sản xuất và đóng cửa vào tháng 4 năm 2018.
Vào năm 2016, Dutch Pinball, có trụ sở tại Hà Lan, đã phát hành trò chơi đầu tiên của họ là The Big Lebowski, dựa trên bộ phim The Big Lebowski năm 1998. Vào năm 2017, Multimorphic bắt đầu giao máy pinball sau nhiều năm phát triển. Cùng năm, American Pinball đã phát hành trò chơi sản xuất đầu tiên của mình, Houdini (2017), tiếp theo là Oktoberfest (2018), Hot Wheels (2020), Legends of Valhalla (2020) và Galactic Tank Force (2023). Vào năm 2022, Flutter đã phát hành một trò chơi pinball trực tuyến. Cùng năm đó, Google đã phát hành một trò chơi pinball Easter Egg trên IOS.

## Liên quan đến cờ bạc
Giống như nhiều trò chơi cơ học khác, máy pinball đôi khi được sử dụng làm thiết bị cờ bạc. Pinball bị cấm từ đầu những năm 1940 đến năm 1976 ở thành phố New York. Thị trưởng thành phố New York, Fiorello La Guardia, chịu trách nhiệm cho lệnh cấm này, ông tin rằng nó đã cướp đi những đồng xu nickel và dime khó kiếm được của trẻ em học đường. La Guardia đã dẫn đầu các cuộc đột kích lớn trên khắp thành phố, thu thập hàng nghìn máy móc. Thị trưởng đã tham gia cùng cảnh sát phá hủy các máy bằng búa tạ trước khi đổ tàn tích xuống sông của thành phố. Lệnh cấm đã kết thúc khi Roger Sharpe làm chứng vào tháng 4 năm 1976 trước một ủy ban tại một phòng xử án ở Manhattan rằng các trò chơi pinball đã trở thành các trò chơi kỹ năng và không phải là trò chơi may rủi (liên quan chặt chẽ hơn với cờ bạc).
Giống như New York, Los Angeles đã cấm máy pinball vào năm 1939. Lệnh cấm đã bị Tòa án Tối cao California lật ngược vào năm 1974 vì (1) nếu máy pinball là trò chơi may rủi, thì sắc lệnh này đã được luật tiểu bang quy định về trò chơi may rủi nói chung thay thế, và (2) nếu chúng là trò chơi kỹ năng, thì sắc lệnh này là vi hiến vì đã phủ nhận sự bảo vệ bình đẳng của pháp luật. Mặc dù hiếm khi được thực thi, lệnh cấm pinball của Chicago kéo dài ba thập kỷ và kết thúc vào năm 1976. Philadelphia và Salt Lake City cũng có lệnh cấm tương tự. Bất chấp những sự kiện này, một số thị trấn ở Mỹ vẫn có những lệnh cấm như vậy trong sách của họ; thị trấn Kokomo, Indiana đã bãi bỏ quy định cấm pinball vào tháng 12 năm 2016.

## Cách tính điểm

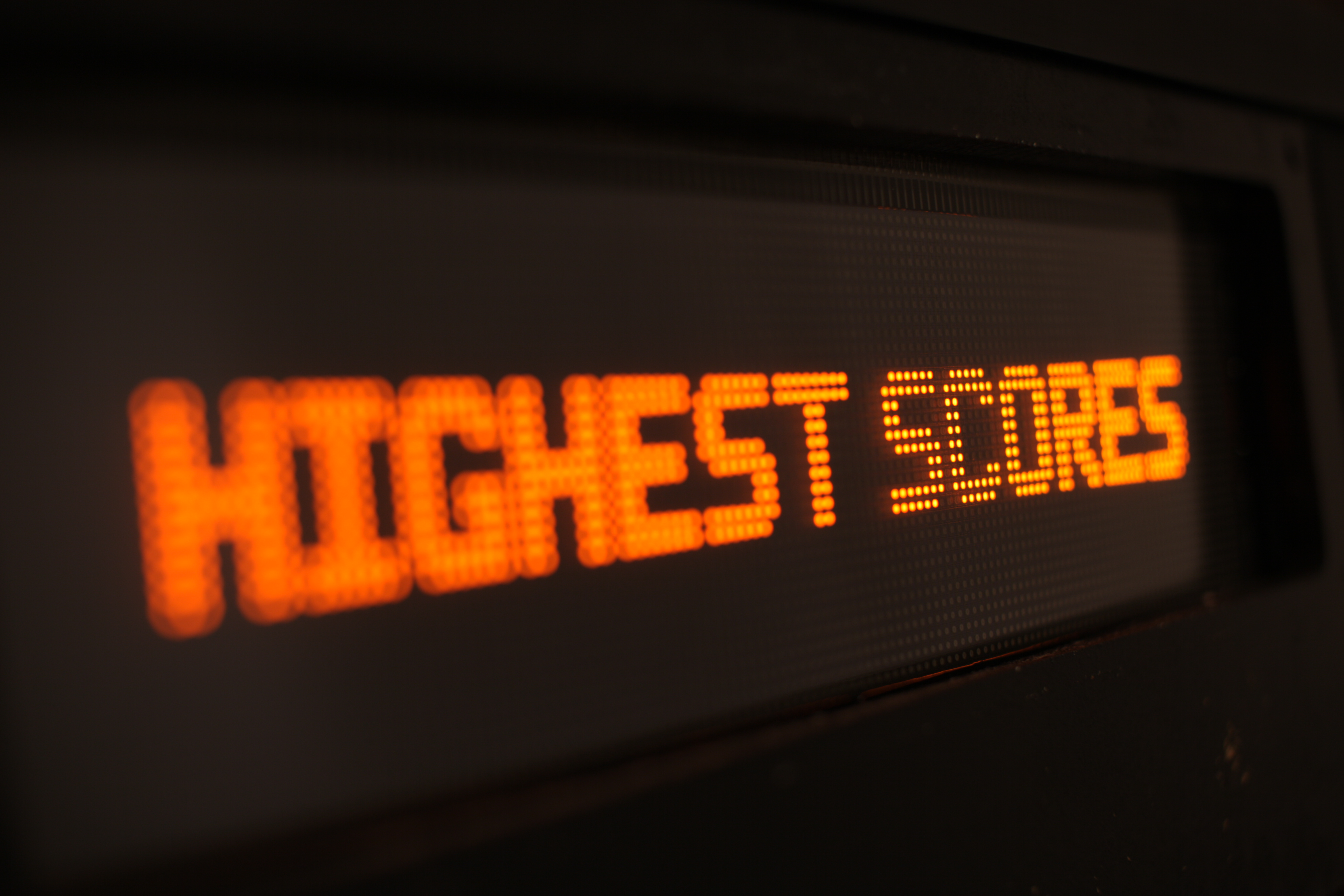
Màn hình dot-matrix

Việc chạm hoặc tác động vào các yếu tố tính điểm (chẳng hạn như mục tiêu hoặc đoạn dốc) sẽ ghi điểm cho người chơi. Các công tắc điện được nhúng trong các yếu tố tính điểm sẽ phát hiện việc tiếp xúc và chuyển tiếp thông tin này đến cơ chế tính điểm. Các máy pinball cũ hơn sử dụng hệ thống cơ điện để tính điểm, trong đó xung từ công tắc sẽ khiến một cơ chế phức tạp được tạo thành từ các rơ le tăng điểm. Trong các trò chơi sau đó, những nhiệm vụ này đã được thực hiện bởi chip bán dẫn và màn hình được tạo trên màn hình phân đoạn điện tử hoặc ma trận điểm (DMD). DMD đầu tiên trên máy pinball được sử dụng bởi Checkpoint và cũng có các trò chơi nhỏ chế độ video. MarsaPlay ở Tây Ban Nha đã sản xuất lại Canasta ban đầu của Inder với tên gọi New Canasta, có màn hình LCD ở mặt sau vào năm 20102. The Wizard of Oz là máy pinball đầu tiên của Mỹ sử dụng LCD ở mặt sau. Nó không chỉ được sử dụng để tính điểm và các trò chơi nhỏ mà còn để hiển thị video full color. Các cải tiến hiển thị khác trên máy pinball bao gồm các trò chơi lai video game pinball như Baby Pac-Man vào năm 1982 và Granny and the Gators vào năm 1984 và việc sử dụng màn hình video màu nhỏ để tính điểm và các trò chơi nhỏ trong hộp sau của máy pinball Dakar từ nhà sản xuất Mr. Game vào năm 1988 và màn hình màu CGA trong Pinball 2000 vào năm 1999 sử dụng kỹ thuật Pepper's ghost để phản chiếu màn hình trên đầu của máy cũng như các sửa đổi bằng cách sử dụng ColorDMD được sử dụng để thay thế các DMD màu đơn sắc tiêu chuẩn.

## Máy chơi pinball tùy chỉnh

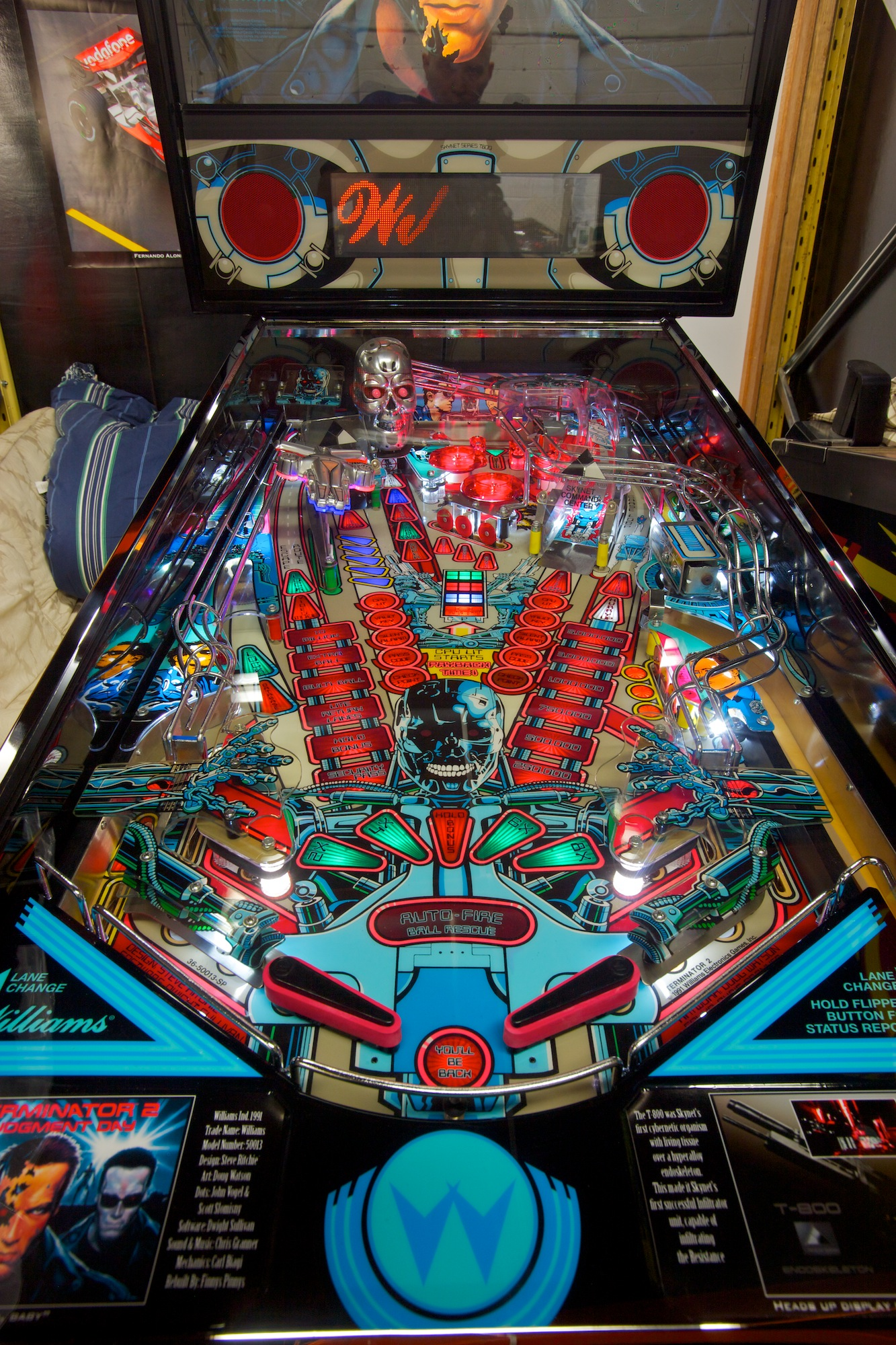
Máy chơi pinball Terminator 2 được phục hồi với tất cả các bộ phận kim loại được mạ crôm

Một số người đam mê và các công ty nhỏ đã sửa đổi các máy chơi pinball hiện có hoặc tạo ra các máy chơi pinball tùy chỉnh của riêng họ. Một số người muốn có một trò chơi với chủ đề hoặc chủ đề cụ thể mà không thể mua dưới dạng này hoặc chưa bao giờ được xây dựng. Một số trò chơi tùy chỉnh được xây dựng bằng cách sử dụng bo mạch điều khiển P-ROC có thể lập trình. Các sửa đổi bao gồm việc sử dụng ColorDMD được sử dụng để thay thế màn hình hiển thị ma trận điểm màu đơn sắc tiêu chuẩn hoặc thêm các tính năng, chẳng hạn như hình hoặc đồ chơi khác.
Một số ví dụ đáng chú ý về máy pinball tùy chỉnh bao gồm máy chủ đề Ghostbusters, trò chơi kiểu Matrix, Bill Paxton Pinball, các máy Sonic, Star Fox, Predator, và Iron man

## Các giải đấu
Hai giải vô địch Pinball thế giới được tổ chức tại khu vực Washington, D.C. vào năm 1972 và 1973 dưới sự bảo trợ của Hiệp hội bi lắc thế giới, tổ chức này cũng xuất bản một bản tin đăng kết quả của các giải đấu khu vực.
Vào năm 1974, các sinh viên tại Đại học Jersey City State muốn biến việc chơi bi lắc thành một môn thể thao trường đại học, giống như bóng đá vậy, vì vậy họ đã thành lập một Đội tuyển bi lắc để thi đấu với các câu lạc bộ tại các trường khác. Họ đã mời hai trường khác tham gia. Đại học St. Peter đã nhận lời thách thức, trong khi trường còn lại thì không.
Nhiều giải đấu pinball đã được thành lập, với mức độ cạnh tranh, tính trang trọng và cấu trúc khác nhau. Các giải đấu này tồn tại ở mọi nơi, từ Hiệp hội pinball Bang Tự do (FSPA) ở khu vực Washington, D.C. đến Tổ chức pinball Tokyo (TPO) ở Nhật Bản. Vào cuối những năm 1990, các nhà sản xuất trò chơi đã thêm thông báo vào một số trò chơi khuyến khích người chơi tham gia giải đấu địa phương, cung cấp địa chỉ trang web để những người chơi giải đấu tiềm năng tìm hiểu thông tin.
Pinball cạnh tranh đã trở nên ngày càng phổ biến trong những năm gần đây, với việc tái khởi động cả Hiệp hội pinball chuyên nghiệp và nghiệp dư (PAPA) và Hiệp hội pinball Flipper Quốc tế (IFPA).
Có hai hệ thống xếp hạng người chơi pinball khác nhau. Xếp hạng người chơi pinball thế giới (WPPR) được tạo bởi Hiệp hội Pinball quốc tế (IFPA). Công thức WPPR tính đến số lượng và chất lượng của người chơi trong lĩnh vực này và trao điểm dựa trên tính toán đó cho gần 200 sự kiện được IFPA chứng nhận trên toàn thế giới. Hiệp hội Pinball chuyên nghiệp và nghiệp dư (PAPA) quản lý một hệ thống xếp hạng được gọi là Hệ thống xếp hạng nâng cao PAPA (PARS), sử dụng Hệ thống xếp hạng Glicko để phân tích toán học kết quả của hơn 100.000 trận đấu cạnh tranh. Kể từ năm 2008, IFPA đã tổ chức giải vô địch thế giới, mời các tay vợt WPPR xếp hạng cao nhất tham gia; người giữ danh hiệu năm 2019 là Johannes Ostermeier của Đức.
PAPA cũng chỉ định người chiến thắng ở hạng A trong Giải vô địch pinball thế giới PAPA hàng năm là Nhà vô địch pinball thế giới; người giữ danh hiệu hiện tại là Keith Elwin từ Hoa Kỳ. Các nhà vô địch thế giới hiện tại của hạng Junior (16 tuổi trở xuống) và hạng Senior (50 tuổi trở lên) lần lượt là Joshua Henderson và Paul McGlone. Samuel Ogden đã trở thành một trong những nhà vô địch đáng nhớ nhất trong các giải đấu PAPA, khi giành chiến thắng bốn giải liên tiếp từ năm 2004 đến năm 2008 ở hạng 50 tuổi trở lên.
Năm 2018, IFPA và Stern Pinball đã tạo ra Stern Pro Circuit. 32 người lọt vào vòng loại hàng đầu trong chuỗi giải đấu này được mời tham dự Stern Pro Circuit Final cho một sự kiện chỉ dành cho khách mời, không yêu cầu phí tham gia, nơi tất cả các thí sinh đủ điều kiện đều giành được tiền thưởng.
Độ phổ biến của pinball cạnh tranh tiếp tục tăng với các quy tắc giải đấu được áp dụng rộng rãi, các định dạng thi đấu tiêu chuẩn và hướng dẫn cho người chơi mới.

## Mô phỏng trò chơi điện tử
Việc mô phỏng máy pinball cũng là một chủ đề phổ biến của các trò chơi điện tử. Chicago Coin's TV Pingame (1973) là một phiên bản kỹ thuật số của pinball có sân chơi dọc với một mái chèo ở dưới cùng, được điều khiển bởi một nút xoay, với màn hình được lấp đầy bởi các ô vuông đơn giản để biểu thị chướng ngại vật, cản va chạm và túi. Điều này đã truyền cảm hứng cho một số bản sao, bao gồm TV Flipper (1973) của Midway Manufacturing, TV Pinball (1974) của Exidy và Pin Pong (1974) của Atari, Inc. Trò chơi sau đã thay thế các nút điều khiển quay bằng các nút bấm.
Các trò chơi video pinball ban đầu khác bao gồm các trò chơi arcade Namco của Toru Iwatani là Gee Bee (1978), Bomb Bee (1979) và Cutie Q (1979), trò chơi arcade Pinball Action của Tehkan (1985), trò chơi Atari 2600 Video Pinball (1980) và David's Midnight Magic (1982). Nổi tiếng nhất trên máy tính gia đình là Pinball Construction Set của Bill Budge, được phát hành cho Apple II vào năm 1983. Pinball Construction Set là chương trình đầu tiên cho phép người dùng tạo máy pinball mô phỏng của riêng họ và sau đó chơi nó.
Một bài báo của BBC News đã mô tả các trò chơi pinball ảo như Zen Pinball và The Pinball Arcade như một cách để bảo tồn văn hóa pinball và đưa nó đến với những khán giả mới.

## Trong văn hóa đại chúng
Có lẽ phương tiện truyền thông nổi tiếng nhất về pinball là album rock opera Tommy (1969) của The Who, xoay quanh nhân vật chính, một "đứa trẻ điếc, câm và mù", người trở thành một "Pinball Wizard" và sau đó sử dụng pinball như một biểu tượng và công cụ cho sứ mệnh cứu thế của mình. Album sau đó đã được chuyển thể thành phim và nhạc kịch sân khấu. Bộ phim có một máy Gottlieb Kings and Queens và máy Gottlieb Buckaroo. Từ Wizard sau đó đã được sử dụng phổ biến như một thuật ngữ để chỉ một người chơi pinball chuyên nghiệp.